# Fiat Grande Punto
La Fiat Grande Punto è un'automobile prodotta dalla casa automobilistica italiana Fiat Auto dal 2005 al 2018.
Commercializzata in Italia a partire dal 10 settembre 2005, con prezzo di lancio di 11.111 Euro, nasce come erede della Punto II (188), che però non sostituisce ma va semplicemente ad affiancare. La vettura corrisponde alla terza generazione della serie Punto (infatti in molti paesi continua a essere venduta come Fiat Punto) e l'aggettivo Grande è stato aggiunto al lancio per distinguerla dalla Punto II rimasta in produzione fino al 2010. È basata su un'inedita piattaforma modulare in comune con l'Opel Corsa D che ha debuttato proprio con questo modello.
Un'evoluzione della Grande Punto è stata prodotta in India fino al 2018, dove era disponibile in diverse versioni.

## Contesto

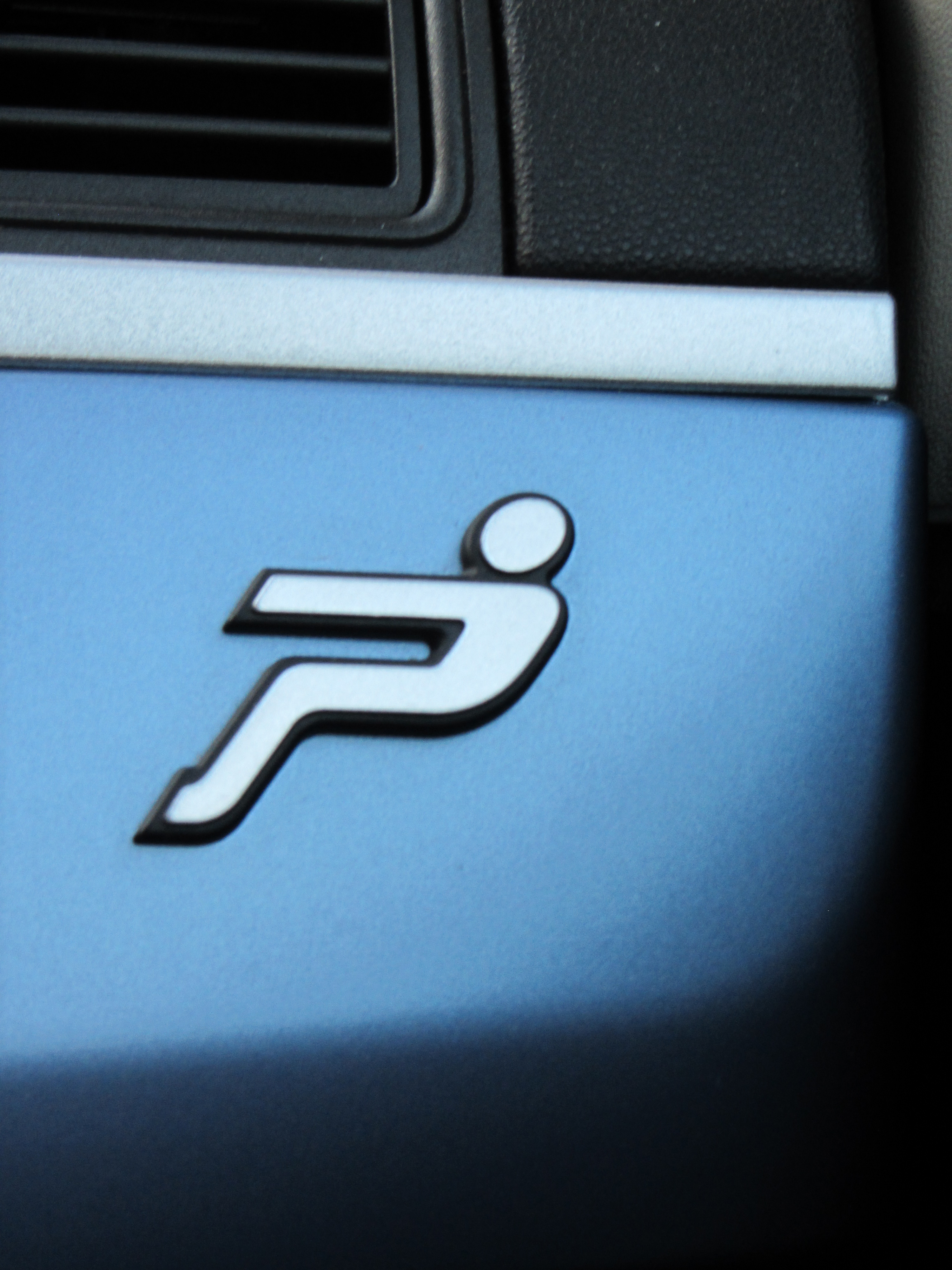
Il particolare logo della Grande Punto, con la "P" formata da un pittogramma, chiamato Mr. Dot, che raffigura una persona seduta alla guida

L'anteprima assoluta della Fiat Grande Punto avvenne a Mirafiori - Torino, il 5 e 6 settembre 2005. Centinaia di giornalisti furono invitati a una cena e alla successiva presentazione del nuovo modello, potendola poi testare su strada. Presenti all'evento, l'allora Presidente di Fiat Luca Cordero di Montezemolo, l'allora amministratore delegato Sergio Marchionne, la famiglia Agnelli/Elkann al completo e, padrini dell'evento, gli allora due piloti della Scuderia Ferrari di Formula Uno, Michael Schumacher e Rubens Barrichello.
La presentazione europea della Grande Punto avvenne al Salone dell'automobile di Francoforte nel settembre del 2005 in uno stand molto ampio e luminoso in cui furono esposti numerosi esemplari, tra i quali spiccava la Grande Punto Sport nella colorazione nero metallizzato con carrozzeria 3 porte e motore diesel 1.9 Multijet da 130 cavalli.
Sul mercato inglese la Grande Punto è stata lanciata l'11 febbraio del 2006 presso i magazzini Harrods di Brompton Road, noti per l'enorme affluenza di clienti, tramite un accordo stipulato dalla Fiat con l'azienda inglese. Una delle principali conseguenze sul mercato inglese è stato l'incremento delle vendite del 64% oltre le previsioni. Il successo commerciale della Grande Punto fu rilevante anche in Europa dove risultò per alcuni mesi del 2006 l'automobile più venduta. In Germania, poco dopo il debutto, la Grande Punto ha vinto il premio Volante d'oro conferito dalla rivista Bild am Sonntag mentre nel 2006 è stata eletta Auto Europa dai giornalisti italiani durante l'Uiga Motor Day. La Grande Punto inoltre è stata l'auto che ha segnato il ritorno del marchio Fiat in Australia e Nuova Zelanda nel luglio del 2006 (mercati dai quali era assente dal 1989) e ha riscontrato subito un discreto successo commerciale grazie al riconoscimento come Auto più ecologica in consumi del 2006 grazie al motore 1.3 Multijet diesel e al prezzo di listino non molto elevato.
I segni del rinnovamento rispetto alla Punto sono il design frutto del centro stile Italdesign di Giorgetto Giugiaro nel quale sono evidenti l'impostazione della carrozzeria con un frontale più basso (sviluppato per andare incontro ai massimi punteggi nelle prove d'impatto Euro NCAP e per garantire una protezione maggiore nell'investimento pedoni). La linea appare più sportiva e aerodinamica, senza sostanziali differenze tra la versione a 3 e a 5 porte. Il muso presenta una calandra di vaga ispirazione Maserati che ingloba la mascherina sdoppiata e il logo della casa, i fari anteriori si allungano nei paraurti mentre nella zona inferiore sono presenti dei profili aerodinamici che inglobano i fari fendinebbia. La fiancata della Grande Punto viene evidenziata dai passaruota in rilievo e dalla linea di cintura che sale lungo la zona posteriore conferendo un aspetto molto slanciato all'automobile. Il tutto termina con la zona posteriore caratterizzata dalla ormai classica fanaleria verticale di dimensioni ridotte rispetto alle progenitrici, voluta per incrementare le dimensioni del cofano-baule posteriore in modo da garantire una maggiore accessibilità al bagagliaio. Caratteristico è il logo posteriore applicato sul bagagliaio che forma il marchio Punto dove la P iniziale è stata sagomata in modo da formare un pilota al volante ed è stata ribattezzata Mr. Dot (in italiano: "Signor Punto").
Dello stile degli interni se ne occupò, invece, il Centro Stile Fiat.
Responsabile dell'intero progetto (codice interno "199"), fu l'ingegnere Cristina Siletto, che lavorava in Fiat sin dal 1990.

### Parte tecnica
La Grande Punto nasce dal Progetto 199 frutto della collaborazione tra il gruppo torinese e gli statunitensi di General Motors; il telaio di base è stato sviluppato a partire dal 2002 da un team di ingegneri del marchio Fiat e Opel presso gli stabilimenti di Torino. Il pianale SCCS (acronimo di Small Common Components Systems) che funge da base adotta sospensioni a ruote indipendenti all'avantreno configurate come MacPherson mentre al retrotreno un più convenzionale schema a ruote interconnesse da un ponte torcente in grado di coniugare bassi costi di produzione e un maggiore spazio per il vano bagagli grazie alle dimensioni compatte di questo schema. L'impianto frenante sfrutta dei dischi autoventilati all'anteriore mentre al posteriore sono disponibili dei tamburi per le versioni base, mentre le versioni di punta sono equipaggiate anch'esse con dei freni a disco. Su questo telaio la Opel ha progettato anche la quarta generazione di Corsa debuttata nel 2006.
Lunga 4,03 metri la Grande Punto è stata la prima utilitaria di segmento B a superare la soglia dei 4,0 metri di lunghezza. Anche lo spazio interno è stato incrementato del 15% rispetto alla precedente Punto.
Gli allestimenti presenti all'esordio erano Active la versione base, Dynamic l'intermedia, Emotion la più esclusiva e ricercata sotto il profilo delle rifiniture interne e degli accessori di serie e infine la Sport, più grintosa con un assetto specifico leggermente più rigido. Il bagagliaio possiede un volume minimo di 275 litri ampliabile fino a 1.030 litri con il divano posteriore reclinato.

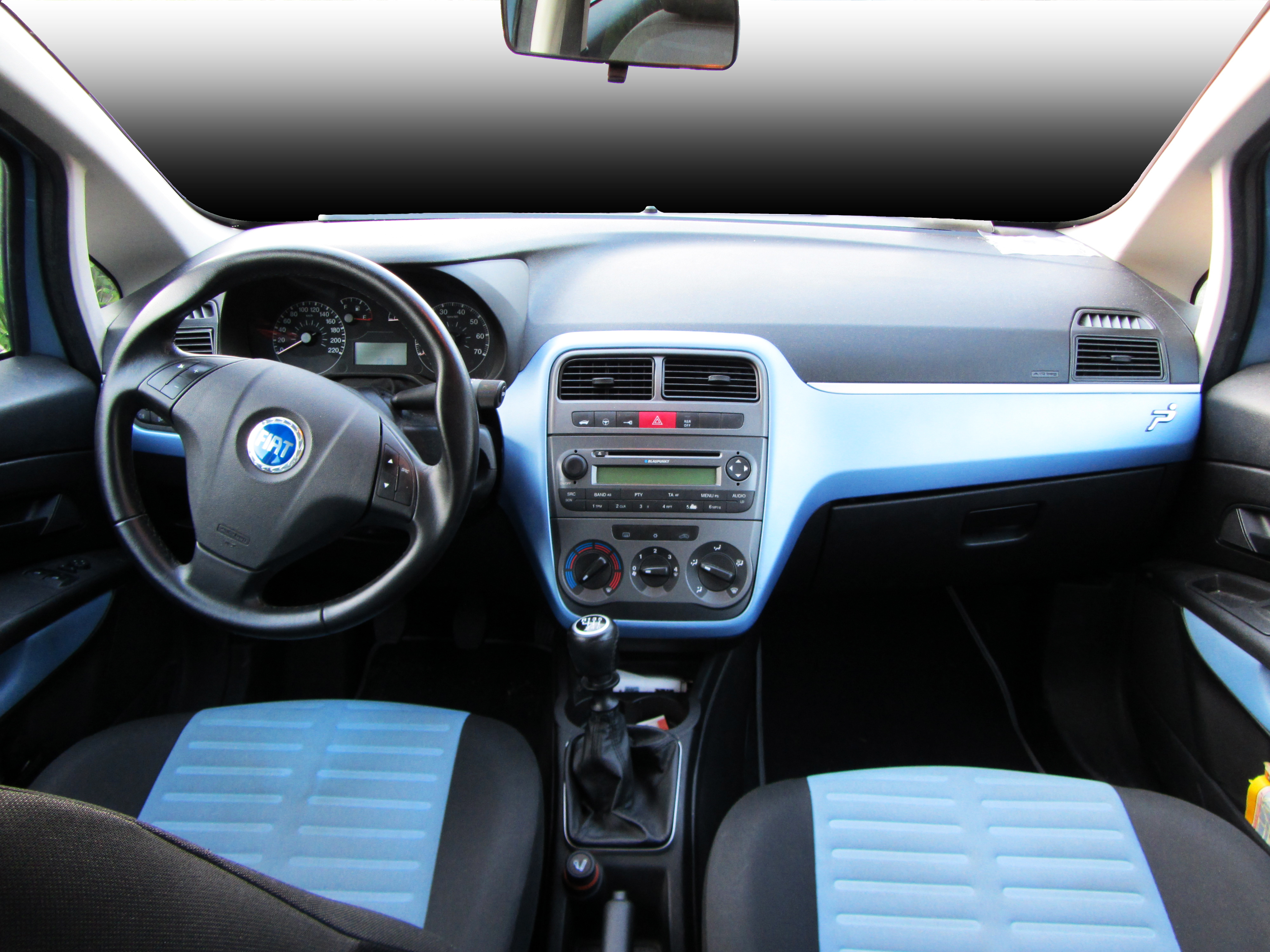
Interni di una Grande Punto

Sotto il punto di vista della sicurezza automobilistica attiva e passiva sono stati integrati tutti i più recenti accorgimenti come il sistema anti-bloccaggio delle ruote (ABS), il controllo elettronico della stabilità (ESP), il controllo di trazione (ASR) insieme al dispositivo anti-trascinamento in fase di scalata (MSR) che limita lo slittamento delle ruote motrici, l'assistenza alla frenata d'emergenza (HBA) e l'Hill holder per le partenze in salita. Le versioni Active disponevano di soli due airbag di serie ma le più ricche potevano essere equipaggiate fino a 7 (frontali, laterali e a tendina in grado di proteggere la testa sia dei passeggeri anteriori che posteriori, oltre a quello delle ginocchia per il conducente). Sottoposta ai crash test dell'ente EuroNCAP la Grande Punto ha totalizzato il risultato di 5 stelle nella protezione degli adulti nell'urto frontale, tre stelle su un massimo di quattro nell'investimento pedone e tre su quattro nella protezione bambini.
Tra le innovazioni multimediali vi è Blue&Me introdotto a ottobre del 2006 che integra un pacchetto di connettività con Bluetooth, lettore vocale di SMS e una porta USB per collegare un lettore MP3 alla radio. Inoltre il Blue&Me può essere abbinato a un navigatore satellitare a pittogrammi integrato nella plancia fornito come optional dalla casa madre.
La gamma si articola di due differenti carrozzerie a 3 e 5 porte disponibili con omologazione a 4 o 5 posti a sedere. Non manca una versione furgonata denominata Grande Punto Van introdotta nel 2006 la quale va anch'essa ad affiancare la seconda serie di Punto Van. La Van è disponibile sia in versione 2 posti con vano posteriore di 300 litri che in versione 4 posti con 3 o 5 porte.

## Aggiornamenti

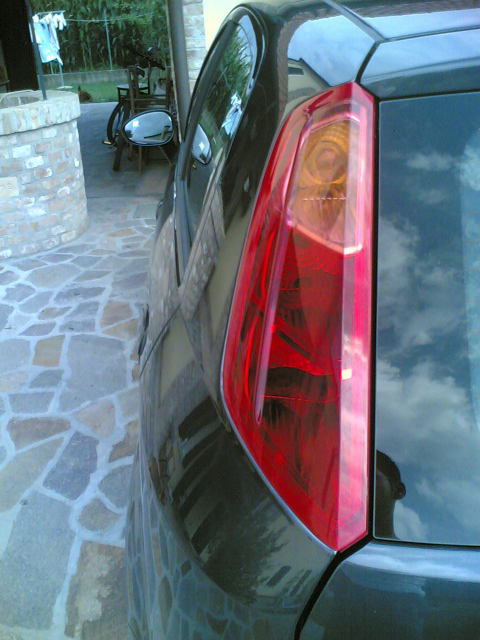
Gruppi ottici posteriori di una Grande Punto

Nel 2007 è stato presentato un leggero aggiornamento; gli allestimenti sono stati raggruppati in due gamme distinte: la Confort Life (comprendenti un nuovo allestimento base e i classici Active, Dynamic ed Emotion) e la gamma Sport Life con le versioni sportive (Speed e Sport). Rinnovate le finiture interne: plancia più scura, dettagli cromati, inedita grafica della strumentazione, maniglie a effetto soft-touch e ruota di scorta di dimensioni normali per tutte le versioni. Rinnovati anche gli accostamenti di colore all'esterno e all'interno.

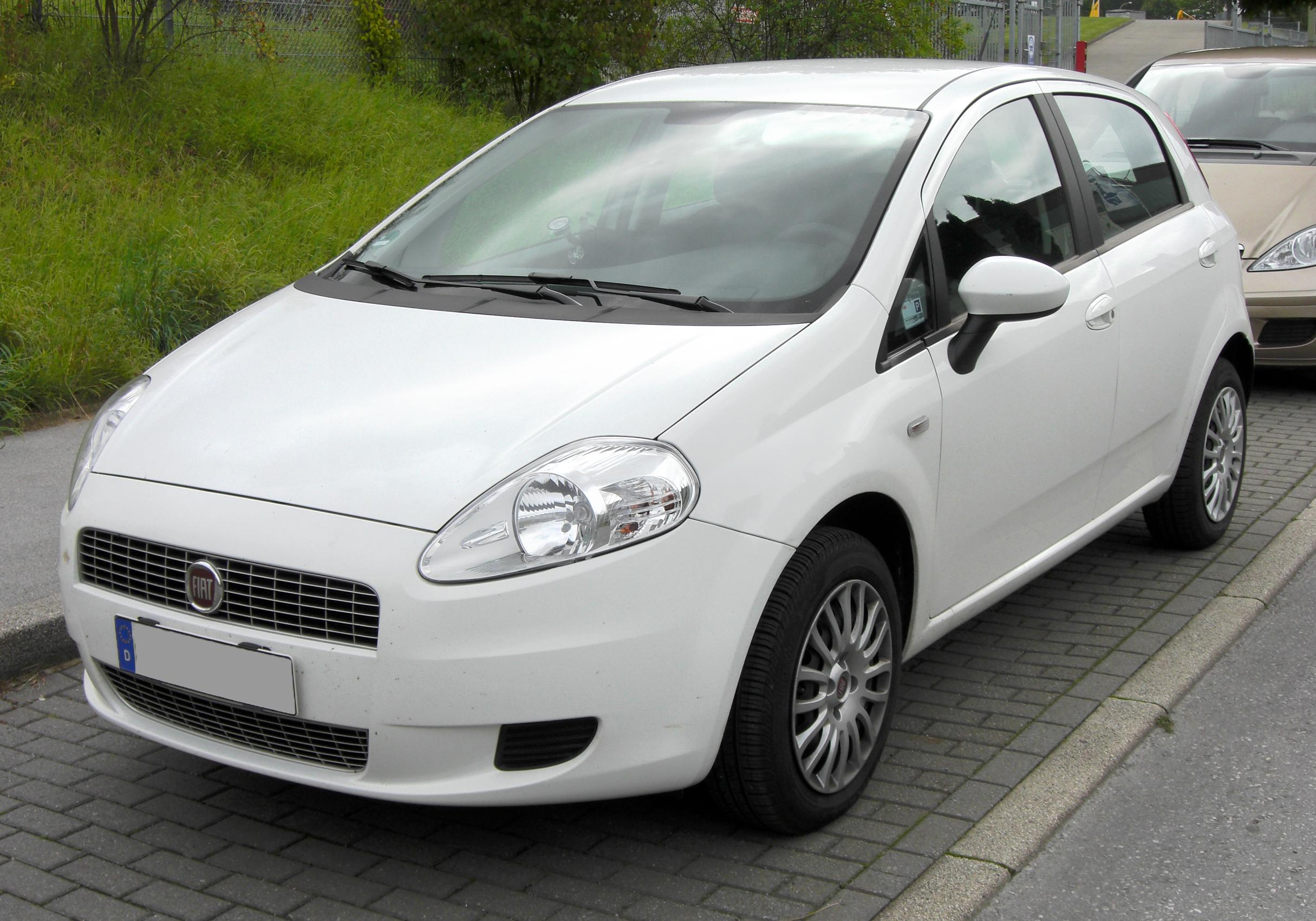
Una Grande Punto del 2009

Nel corso dell'anno debutta il logo Fiat ristilizzato e arriva il nuovo allestimento denominato GP, caratterizzato da dettagli sportivi, che affianca la Sport prendendo il posto della Speed. La GP è stata sostituita nel 2008, in occasione di un aggiornamento di tutta la gamma, dall'allestimento Fun, che si affianca al tradizionale Sport, comunque più curata, con le minigonne di serie e i carter sottoscocca per il miglioramento dell'aerodinamica. Entrambe le versioni hanno nuovi proiettori bruniti, nuovi cerchi in lega e l'assetto sportivo. La gamma Confort Life (versioni Dynamic ed Emotion, a cui si aggiunge l'Active) riceve una nuova calandra anteriore interamente argentata e inediti cerchi. Per tutte le versioni inoltre l'ESP viene fornito di serie, nuovi interni con materiali inediti (a effetto Carbon look su alcune versioni), nuovo gruppo strumentazione, colori dedicati.

### Eredi

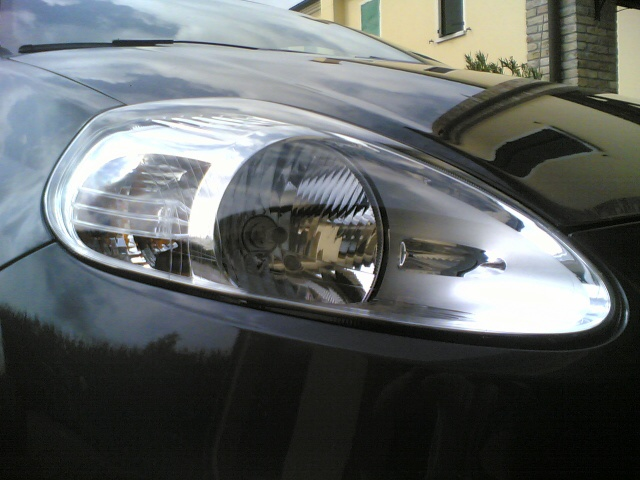
Gruppi ottici anteriori di una Grande Punto

Nella seconda metà del 2009 la gamma viene ridotta al solo allestimento Actual (privo di ESP), abbinabile ai 2 motori FIRE 8V (anche a GPL o metano) e al Multijet 75 CV. Contestualmente viene presentata la Punto Evo, che affianca in produzione la Grande Punto. Nel 2012 il modello Grande Punto viene sostituito insieme alla Punto Evo dalla Punto 2012.

## Versioni ecologiche
La Fiat ha prodotto due versioni a basso impatto ambientale della Grande Punto alimentate sia a benzina che a gas.

### Grande Punto Natural Power
Il 18 ottobre 2008 viene presentata la Grande Punto Natural Power, versione alimentata a metano con un'autonomia pari a 312 km che sale a oltre 1.000 km con la doppia modalità benzina-metano. Frutto di un investimento pari a 25 milioni di euro le differenze rispetto alle normali Punto si concentrano nell'altezza dell'autovettura incrementata di 2,14 centimetri a causa delle due bombole installate nella zona inferiore del retrotreno, mentre la lunghezza e la larghezza rimangono immutate. Il motore 1.4 FIRE con 8 valvole è stato leggermente rivisto nell'erogazione e la sua potenza massima è pari a 77 cavalli utilizzando benzina, ma scende a 70 cavalli nel funzionamento a metano, garantendo una coppia motrice pari a 104 N·m a 3000 giri/min. Il consumo dichiarato è pari a 15,9 km/l nel ciclo medio con un'accelerazione da 0 a 100 km/h registrata in 16,9 secondi e una velocità massima di 156 km/h. Le due bombole di metano possiedono una capacità pari a 84 litri (circa 13 kg) mentre le emissioni di anidride carbonica risultano contenute in 115 grammi emessi per ogni chilometro nel ciclo combinato. La Natural Power è omologata per il trasporto di cinque persone (quattro nelle prime versioni) e possiede un bagagliaio dal volume pari a 200 litri ampliabile fino a 955 litri con il divano posteriore reclinato.
Inizialmente omologata Euro 4, dal maggio 2009 rispetta gli standard Euro 5 ed è stato reso di serie l'impianto frenante a quattro dischi oltre che il quinto posto (di serie per le 5 porte e disponibile come optional per la 3 porte). Due gli allestimenti disponibili: l'Active e il Dynamic. La Natural Power possiede una massa pari a 1170 kg.

### Grande Punto GPL
Lanciata il 16 gennaio 2009 la Grande Punto GPL costituisce la prima versione della gamma Punto alimentata sia a benzina che a GPL. Frutto di un accordo tra la Fiat e la Landi Renzo viene omologata direttamente in fabbrica dove viene installato il serbatoio toroidale di gas, al posto della ruota di scorta, in grado di contenere fino a 38 litri di carburante. Il motore è il classico 1.4 da 77 cavalli Euro 4 con la testata riprogettata; nel funzionamento a GPL perde due cavalli di potenza mentre la coppia massima rimane immutata. L'autonomia a gas è pari a 453 km con una percorrenza media di 13,5 km/l. Lo 0–100 km/h viene dichiarato in 13,2 secondi mentre la velocità di punta è pari a 165 km/h. Il peso complessivo dell'autovettura è di 1.025 kg mentre il bagagliaio contiene 252 litri ampliabili fino a 1.007 litri con il divano reclinato. Due le versioni: Active e Dynamic omologate 5 posti.

## LaPunto 310per i mercati emergenti

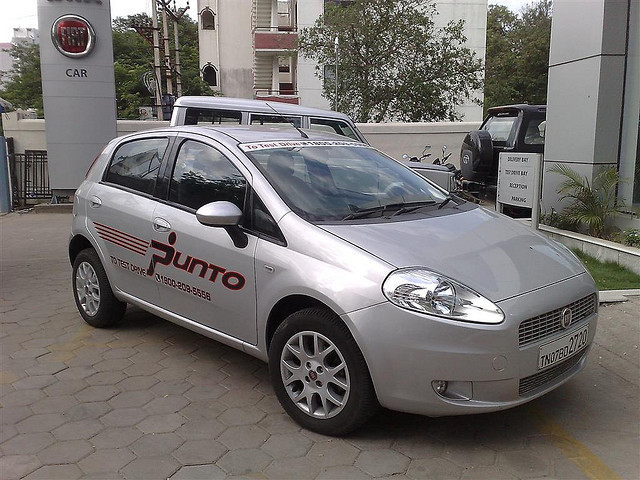
Una Grande Punto per il mercato indiano, dove è chiamata semplicemente "Punto"

Con la terza generazione di Punto la Fiat ha deciso di espandere la produzione del modello anche sui mercati esteri, progettando una versione meno costosa destinata ai paesi in via di sviluppo; il Progetto 310 debuttato nell'agosto 2007 utilizza della Grande Punto originale parte della carrozzeria e degli organi meccanici. Lo stile dell'auto, opera di Giugiaro, non viene modificato mentre gli interni sono realizzati con delle plastiche di qualità inferiore proprio per ridurre i costi di produzione.
Modificata la plancia che dispone di un doppio vano portaoggetti verso la zona passeggero, leggermente modificata anche la cornice centrale che raggruppa i comandi di autoradio e climatizzatore. Esteticamente l'unica differenza si manifesta nel raccordo dei finestrini posteriore con uno spigolo arrotondato invece che squadrato e nel portellone con il logo Punto che è stato spostato nella parte destra e sotto al marchio Fiat dove si trova la serratura per aprire il bagagliaio.
Dal punto di vista tecnico il pianale di base risulta completamente differente: la Punto 310 si basa sulla piattaforma della seconda serie di Fiat Punto opportunamente rivista soprattutto nella geometria delle sospensioni riprese dal modello Palio; questo pianale funge da base anche per le Fiat Idea e Linea prodotte dalla filiale brasiliana di Fiat Auto e garantisce una netta riduzione dei costi di produzione. La distanza dell'assetto da terra è stata incrementata mentre le sospensioni risultano leggermente più rigide per adattarsi alle strade brasiliane dissestate.
La dotazione di serie comprende gli airbag frontali e l'ABS mentre tra gli accessori sono disponibili il climatizzatore manuale o automatico, il kit sportivo con minigonne e appendici aerodinamiche, una serie di personalizzazioni (adesivi e tessuti) per gli interni, gli airbag laterali, i cerchi in lega fino a 16", il tetto apribile SkyDome e il sistema di vivavoce Blue&Me con bluetooth.
La Punto 310 è disponibile solo con carrozzeria 5 porte e viene commercializzata con il semplice nome Punto. Viene prodotta in Brasile a Betim (presso lo stabilimento di Minas Gerais) dal 2007 e commercializzata in tutto il Sud America con una gamma motori composta da tre propulsori benzina di cui un 1.4 Fire a 8 valvole capace di 85 cavalli (disponibile anche a etanolo in grado di erogare 86 cavalli), un 1.8 a 8 valvole di origine General Motors capace di 113 cavalli (115 a etanolo) e nella più sportiva Punto T-jet con motore 1.4 Turbo 16V capace di 152 cavalli (stesso propulsore dell'Abarth Grande Punto rivisto nell'erogazione). Optional il cambio automatico Dualogic per la 1.8. Sempre sul mercato sud americano la Punto è stata eletta Auto Interamericana 2008 da una giuria di 63 giornalisti provenienti da 19 stati dell'intera America. La vettura è stata sostituita dalla nuova Fiat Argo.
Sul mercato indiano viene prodotta dal 2009 presso gli stabilimenti di Pune della Tata Motors e distribuita in tutto il territorio indiano con una gamma motori composta da due benzina Fire 1.2 con 8 valvole e 1.4 con 16 valvole capaci rispettivamente di 68 e 90 cavalli, oltre al diesel 1.3 Multijet 16V con 76 cavalli di potenza massima. Grazie a una joint-venture effettuata con Tata, sul telaio della Punto 310 il colosso indiano ha progettato le proprie berline Indica Vista e Indigo Manza che riprendono dalla Punto anche parte delle motorizzazioni e numerosi organi meccanici.

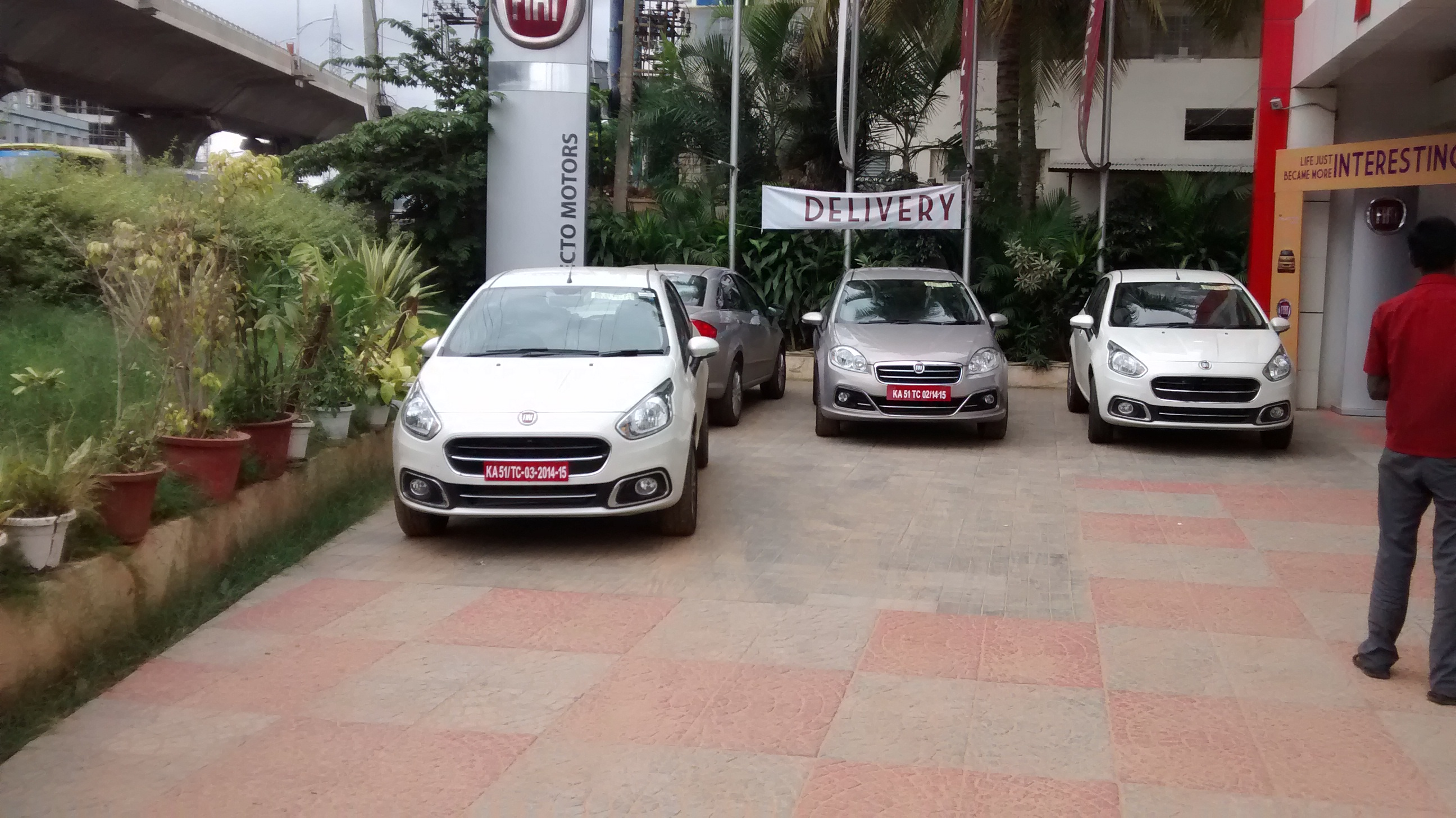
Sulla sinistra, e sulla destra, due esemplari della Fiat Punto Evo indiana

Nel 2014, sulla base Punto 310, nasce sempre per il mercato indiano la Fiat Avventura. Sempre nel 2014 la stessa Punto per il mercato indiano viene pesantemente aggiornata e commercializzata come "Punto Evo". Questo nuovo modello è sensibilmente influenzato dal concept "Avventura" per quanto riguarda il design gli esterni, e dal modello europeo per quanto riguarda gli interni.
Nel 2016 viene presentata la "Punto Pure", che riprende le linee tradizionali della Grande Punto, disponibile con due motorizzazioni; gli interni sono derivati da quelli della Fiat Linea.
La produzione della Punto in India (e delle derivate Abarth e Avventura) termina nel novembre del 2018.

## Motorizzazioni
La gamma motori all'esordio comprendeva il classico 1.2 FIRE con distribuzione 8 valvole potenziato a 65 cavalli e un 1.4, sempre 8 valvole, con 77 cavalli. Queste due motorizzazioni sono caratterizzate dai bassi costi di esercizio e dalle basse emissioni inquinanti mentre i consumi risultano simili. Il 1.4 si caratterizza con il sistema di ricircolo parziale dei gas di scarico e condotti di aspirazione a elevata turbolenza. Il cambio per entrambi è un manuale a 5 rapporti mentre dal 2006 è disponibile per il 1.4 anche un robotizzato Dualogic a 5 rapporti.
Dal 2006 il 1.4 Fire è stato commercializzato in una nuova variante Starjet con distribuzione a 16V capace di 95 cavalli; sfrutta il principio della fasatura variabile delle valvole, tramite un comando elettrico e non idraulico, ed è dotata di un parzialiazzatore dei condotti di aspirazione orientato a rendere la curva della coppia più omogenea e "piena" ai bassi regimi. Il cambio è un manuale a 6 rapporti con sesta lunga di riposo consente andature autostradali confortevoli e con bassi consumi. A causa delle scarse richieste, e all'arrivo del 1.4 T-jet da 120 CV, il 1.4 Starjet uscì dai listini italiani il 31 dicembre 2007 ma rimase in produzione in alcuni mercati esteri.
Nel 2007 un nuovo propulsore FIRE affianca per poi sostituire il 1.4 Starjet: si tratta del nuovo il 1.4 16V dotato di turbocompressore IHI RHF3 VL37 ribattezzato T-Jet capace di erogare 120 cavalli e di una coppia motrice pari a 206 N·m. Lo stesso motore, con potenze superiori, equipaggia la versione Abarth. Il cambio è il classico manuale a 5 rapporti. Particolarmente brillante, nella versione Sport, è stata in grado di girare nel circuito misto Langhe di Balocco in 3:15.60, battendo auto più potenti e sportivette blasonate come la Mini Cooper di pari potenza. Tutti i motori benzina della Grande Punto sono omologati Euro 4.
Nel campo dei motori diesel è immancabile la presenza del 1.3 Multijet 16V Euro 4 da 75 cavalli, completato da un'inedita versione con turbina a geometria variabile capace di 90 cavalli; il filtro attivo antiparticolato è proposto come optional per entrambi. Il cambio per il 75 cavalli è un manuale a 5 rapporti, mentre per il 90 cavalli è disponibile un 6 marce, mentre tra gli optional la Fiat ha proposto dal 2006 il Dualogic 5 rapporti solo per la versione più potente (non abbinabile però al filtro DPF).
Presente al lancio anche il più grande 1.9 Multijet 8 valvole con 120 e 130 cavalli, quest'ultimo unicamente in allestimento Sport. Verso la fine del 2008 il 1.9 viene sostituito dal nuovo 1.6 Multijet 16V da 120 cavalli disponibile con omologazione Euro 5 a partire dal giugno del 2009.
Il debutto della Punto Evo vede la gamma Grande Punto ridursi alle sole motorizzazioni 1.2 e 1.4 FIRE e 1.3 Multijet 75 cavalli.

### Riepilogo versioni
| Modello                      | Disponibilità        | Motore                           | Cilindrata cm³ | Potenza             | Coppia Massima              | Emissioni CO2 (g/km) | 0–100 km/h (secondi) | Velocità max (km/h) | Consumo medio (km/l) | Consumo medio (l/100 km) |
| 1.2 FIRE 8V 65               | dal debutto          | 4 cilindri in linea, Benzina     | 1.242          | 48 kW (65 CV)       | 102 N·m @3000 giri/min      | 139 (135 dal 2009)   | 14,5                 | 155                 | 16,4 (17,5 dal 2009) | 6,1 (5,7 dal 2009)       |
| 1.4 FIRE 8V 77               | dal debutto          | 4 cilindri in linea, Benzina     | 1.368          | 57 kW (77 CV)       | 115 N·m @3000 giri/min      | 139                  | 13,2                 | 165                 | 16,9                 | 5,9                      |
| 1.4 Natural Power 8V 77      | da fine 2008         | 4 cilindri in linea, Benzina-GNC | 1.368          | 57-51 kW (78-69 CV) | 115-104 N·m @3.000 giri/min | 115                  | 16,9                 | 156                 | 15,9                 | 6,3                      |
| 1.4 FIRE GPL 8V 77           | dal 2009             | 4 cilindri in linea, Benzina-GPL | 1.368          | 57-56 kW (78-76 CV) | 115 N·m @3000 giri/min      | 119                  | 13,2                 | 165                 | 13,5                 | 7,4                      |
| 1.4 Starjet 16V 95           | dal 2006 al 2008     | 4 cilindri in linea, Benzina     | 1.368          | 70 kW (95 CV)       | 125 N·m @4500 giri/min      | 142                  | 11,4                 | 178                 | 16,4                 | 6,1                      |
| 1.4 T-Jet 16V 120            | dal 2007 al 2009     | 4 cilindri in linea, Benzina     | 1.368          | 88 kW (120 CV)      | 206 N·m @1750 giri/min      | 155                  | 8,9 (9,3 Sport)      | 195                 | 15,2                 | 6,6                      |
| 1.3 Multijet 16V 75          | dal debutto          | 4 cilindri in linea, Diesel      | 1.248          | 55 kW (75 CV)       | 190 N·m @1750 giri/min      | 119                  | 13,6                 | 165                 | 22,2                 | 4,5                      |
| 1.3 Multijet 16V 90          | dal debutto al 2009  | 4 cilindri in linea, Diesel      | 1.248          | 66 kW (90 CV)       | 200 N·m @1750 giri/min      | 119                  | 11,9                 | 175                 | 22,2                 | 4,5                      |
| 1.3 Multijet 16V 90 Dualogic | dal 2006 al 2009     | 4 cilindri in linea, Diesel      | 1.248          | 66 kW (90 CV)       | 200 N·m @1750 giri/min      | 115                  | 11,9                 | 175                 | 22,7                 | 4,4                      |
| 1.6 Multijet 16V 120         | da fine 2008 al 2009 | 4 cilindri in linea, Diesel      | 1.598          | 88 kW (120 CV)      | 320 N·m @1750 giri/min      | 126                  | 9,6                  | 190 (193 Sport)     | 20,8                 | 4,8                      |
| 1.9 Multijet 8V 120          | dal debutto al 2008  | 4 cilindri in linea, Diesel      | 1.910          | 88 kW (120 CV)      | 280 N·m @2000 giri/min      | 145                  | 10,0                 | 190                 | 17,9                 | 5,6                      |
| 1.9 Multijet 8V 130          | dal debutto al 2008  | 4 cilindri in linea, Diesel      | 1.910          | 96 kW (130 CV)      | 280 N·m @2000 giri/min      | 154                  | 9,5                  | 200                 | 17,5                 | 5,7                      |

## Grande Punto Super 2000
Nel 2006 debutta la versione rally della Fiat Grande Punto, che prende parte a diverse competizioni nazionali e internazionali. Esteticamente caratterizzata da parafanghi allargati, alettone posteriore e dalla livrea con i colori della scuderia FIAT, la vettura dispone di un motore quattro cilindri in linea da 1997 cm³ 16 valvole, che eroga una potenza massima di 278,8 cavalli a 8250 giri/min e la coppia massima di 270 N·m a 7000 giri. A partire dal 2008 la vettura veste il marchio Abarth.
Ha vinto nel 2006 il Campionato Italiano Rally, l'Intercontinental Rally Challenge e l'European Rally Championship; nel 2007 ha nuovamente dominato il Campionato italiano e nel 2009 il Campionato europeo.

## Veicoli derivati
Il pianale della Grande Punto è stato spunto di numerosissime idee per creare diversi modelli di automobile; al salone di Istanbul di novembre 2006, la filiale Fiat in Turchia, la Tofaş, ha presentato un nuovissimo modello su base Grande Punto, la Fiat Linea, che si presenta sostanzialmente come una Grande Punto in versione a tre volumi, specifica per alcuni mercati. La fabbricazione è stata avviata nell'aprile del 2007. Non è stata inclusa la vendita in Italia.
Nel novembre 2007 è stata presentata la nuova versione del Fiat Fiorino che condivide parte della meccanica con la Grande Punto, e nel 2008 debutta anche la versione "borghese" del Fiorino, denominata Fiat Qubo, anche questa su base Grande Punto. Sempre del 2007 avviene anche la presentazione della versione rivisitata da parte della Abarth, la Abarth Grande Punto. Nel 2008 infine è entrata in produzione la Alfa Romeo MiTo, anch'essa con piattaforma costruttiva in comune con la Grande Punto.

## La Punto e le forze dell'ordine

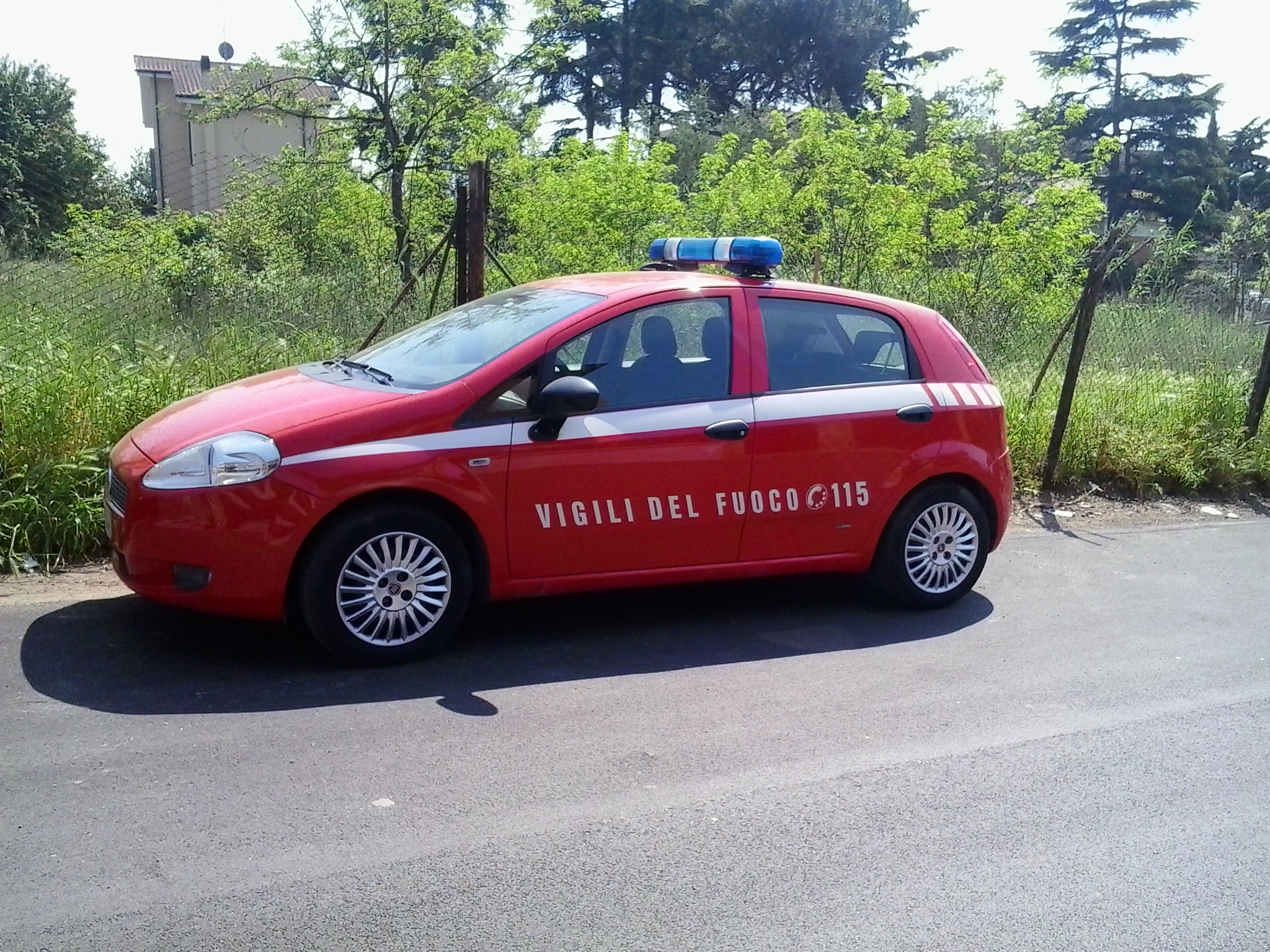
Una Grande Punto in livrea vigili del fuoco

La Fiat Grande Punto è stata e viene tuttora utilizzata in configurazione 5 porte in versione Active e con la motorizzazione diesel 1.3 Multijet da 75 CV.
Viene e veniva utilizzata dall'Arma dei Carabinieri, dalla Polizia di Stato e dalla Guardia di Finanza solitamente per il controllo del territorio.